# فيل سيمس
فيل سيمس (بالإنجليزية: Phil Simms)‏ هو لاعب كرة قدم أمريكية ومعلق رياضي أمريكي، ولد في 3 نوفمبر 1954 في لبنان في الولايات المتحدة.

## وصلات خارجية
- فيل سيمس على موقع إي إس بي إن.كوم (أن.أف.أل)3
- فيل سيمس على موقع مرجع كرة القدم المحترفة.كوم (الإنجليزية)
- فيل سيمس على موقع IMDb (الإنجليزية)
- فيل سيمس على موقع إن إن دي بي (الإنجليزية)
- فيل سيمس على موقع قاعدة بيانات الفيلم (الإنجليزية)